# Poudingues de Palassou

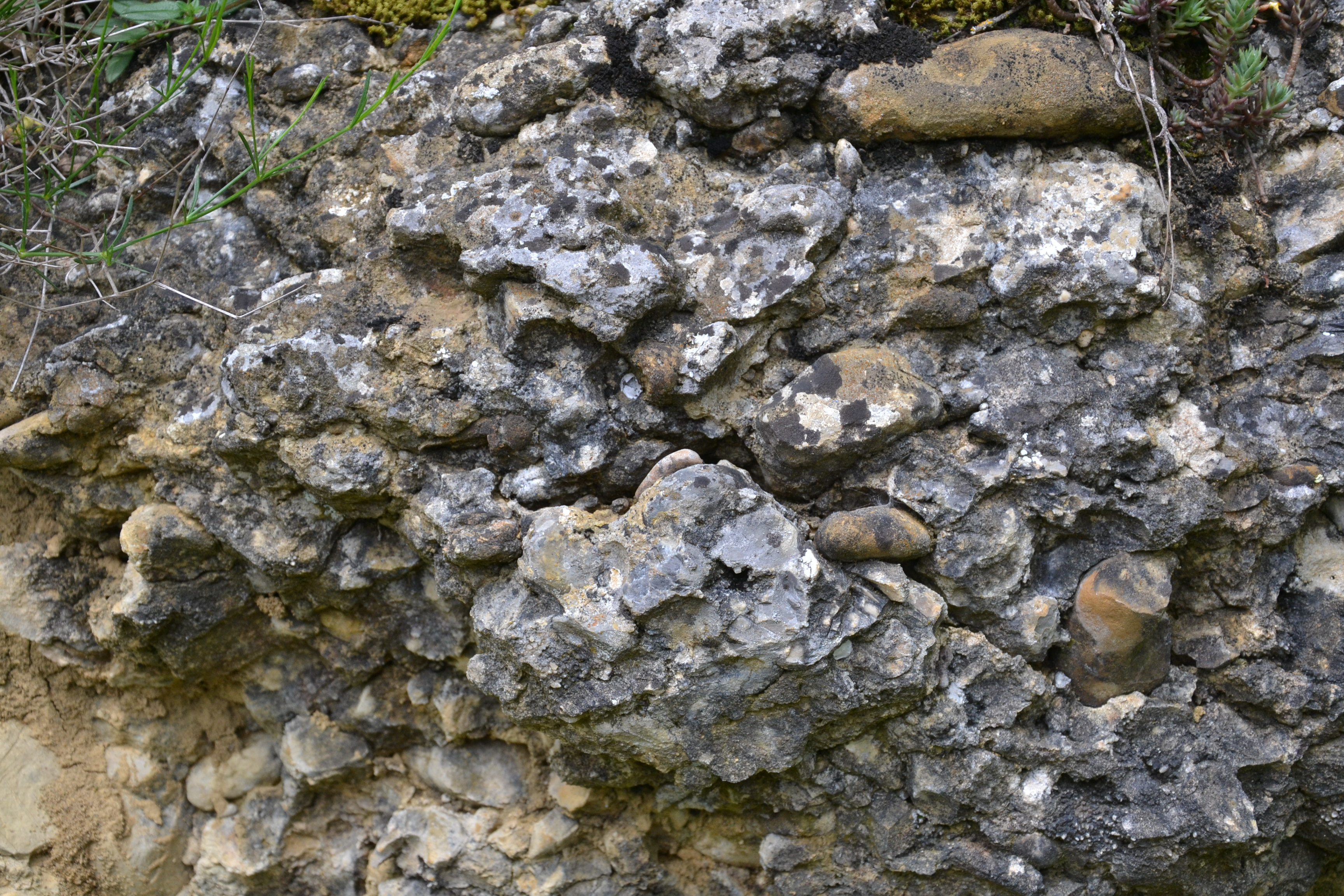
Affleurement de poudingue entre Besset et Coutens (Ariège).

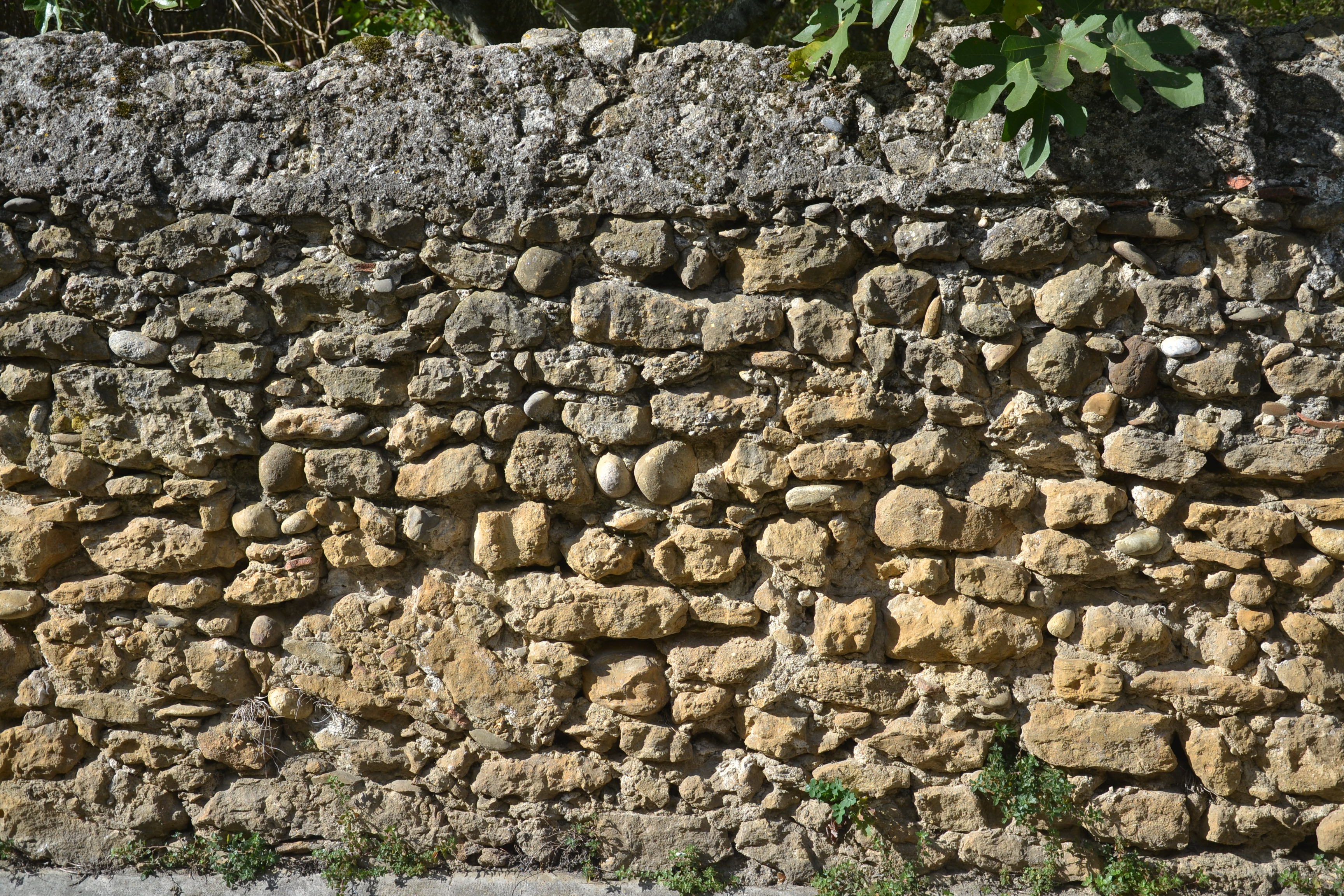
Mur construit avec des blocs de poudingue, en zone de piémont pyrénéen (Vals, département de l'Ariège).

Les poudingues de Palassou sont un ensemble de roches et de strates sédimentaires d'âge cénozoïque (Éocène supérieur et Oligocène) dans le piémont français (nord) des Pyrénées.
Ils sont constitués de matériel détritique dont les éléments arrondis (galets et blocs) sont cimentés en conglomérat. Ce sont des sédiments syntectoniques issus de l'érosion de la chaîne pyrénéenne. Ils peuvent être qualifiés de molasses. Ils constituent le modelé dominant en piémont nord-pyrénéen, principalement dans la partie orientale de la chaîne, de l'Ariège à l'Aude, où ils se présentent en bancs très puissants.
Ce nom a été proposé en 1878 par Alexandre Leymerie, professeur à la Faculté des sciences de Toulouse, en hommage au naturaliste français Pierre Bernard Palassou (1745-1830) qui fut le premier à décrire la géologie des Pyrénées.

## Description
Les poudingues de Palassou présentent « des alternances de galets presque exclusivement calcaires », et de « bancs de grès jaunâtres, des argiles rouges, des niveaux molassiques ». Les galets, « souvent impressionnés, proviennent de la destruction des roches de la région, principalement les calcaires sublithographiques du Dano-Montien, parfois les calcaires du Thanétien supérieur et le calcaire nankin (Maestrichtien). Cette formation détritique hétérogène plissée témoigne de la démolition de la chaîne pyrénéenne nouvellement formée ; elle occupe les synclinaux des Petites Pyrénées : synclinal de Bouzin, synclinal de Cassagne et affleure au nord de l'anticlinal de Plagne, sur la route de Mauran à Cazères, et sur les berges de la Garonne ».